# ژوزف نالباندیان
ژوزف نالباندیان ( عربی: جوزف نلبنديان؛ زادهٔ ۱۹۱۹ - درگذشته پس از ۱۹۸۵) بازیکن فوتبال در پست دروازه‌بان و مربی فوتبال ارمنی‌تبار اهل لبنان بود.

## باشگاهی
از باشگاه‌هایی که در آن بازی کرده‌است می‌توان به en:DPHB, حلمی-سبور ساجس هومنتمن بیروت و نادی اشاره کرد.

## تیم ملی
وی همچنین در تیم ملی فوتبال لبنان بازی کرده‌است.

## افتخارات

### مربی‌گری
هومنتمن بیروت
- لیگ برتر لبنان: ۴۸–۱۹۴۷, ۵۱–۱۹۵۰, ۵۵–۱۹۵۴, ۶۳–۱۹۶۲, ۶۹–۱۹۶۸
- جام حذفی لبنان: ۴۸–۱۹۴۷, ۶۲–۱۹۶۱

لبنان
- جام ملت‌های اعراب مقام سوم: ۱۹۶۳